# تشارلز هنري تايلر تاونسند
تشارلز هنري تايلر تاونسند (بالإنجليزية: Charles Henry Tyler Townsend)‏ هو عالم حشرات وعالم حيوانات أمريكي، ولد في 1863 في أوبرلين في الولايات المتحدة، وتوفي في 1944 في إيتاكاكيسيتوبا في البرازيل.